# Liste der Kulturdenkmale in Hainewalde

Wappen von Hainewalde

In der Liste der Kulturdenkmale in Hainewalde sind die Kulturdenkmale der sächsischen Gemeinde Hainewalde verzeichnet, die bis Mai 2018 vom Landesamt für Denkmalpflege Sachsen erfasst wurden (ohne archäologische Kulturdenkmale). Die Anmerkungen sind zu beachten.
Diese Liste ist eine Teilliste der Liste der Kulturdenkmale im Landkreis Görlitz.

## Liste der Kulturdenkmale in Hainewalde
| Bild                                    | Bezeichnung | Lage                                                      | Datierung | Beschreibung | ID       |
| --------------------------------------- | --- | --------------------------------------------------------- | --- | --- | -------- |
| Weitere Bilder                          | Die in Naturstein gemauerten Uferbefestigungen der Bäche, die in die Mandau fließen, dabei der Höllegraben sowie das Bett der Mandau, wo es in Stein eingefasst ist | (Karte)                                                   | 18./19. Jahrhundert | Ortsbildprägend von Bedeutung | 09303503 |
| Direkt Bild zu diesem Denkmal hochladen | Wohnhaus (Umgebinde) | Am Breiteberg 8 (Karte)                                   | 1. Hälfte 19. Jahrhundert | Obergeschoss Fachwerk, baugeschichtlich und sozialgeschichtlich von Bedeutung | 09271196 |
|                                         | Dr.-Curt-Heinke-Turm und Baude Breiteberg | Am Breiteberg 22 (Karte)                                  | 1936 (Aussichtsturm); 1930er Jahre (Baude) | Turm vom Zittauer Architekten Richard Schiffner mit Grundfläche von 5 mal 5 Metern und 13 Metern Höhe unter Verwendung von Stein vom Breiteberg, Namensgeber ist der Oberlausitzer Heimatforscher und Geologe Dr. Curt Heinke (1890–1934), baugeschichtlich und ortsgeschichtlich von Bedeutung | 09303501 |
| Weitere Bilder                          | Brücke über die Mandau | Am Butterberg (Karte)                                     | Ende 19. Jahrhundert | Baugeschichtlich und technikgeschichtlich von Bedeutung | 09271100 |
| Direkt Bild zu diesem Denkmal hochladen | Wohnhaus (Umgebinde) | Am Butterberg 4 (Karte)                                   | 2. Hälfte 19. Jahrhundert | Doppelstubenhaus, Obergeschoss Fachwerk, baugeschichtlich und sozialgeschichtlich von Bedeutung | 09271099 |
| Direkt Bild zu diesem Denkmal hochladen | Wohnhaus (Umgebinde) mit Bäckerei | Am Butterberg 9 (Karte)                                   | 2. Hälfte 19. Jahrhundert | Obergeschoss Fachwerk, baugeschichtlich und sozialgeschichtlich von Bedeutung | 09271084 |
| Direkt Bild zu diesem Denkmal hochladen | Wohnhaus (Umgebinde) | Am Butterberg 10 (Karte)                                  | 2. Hälfte 19. Jahrhundert | Obergeschoss Fachwerk, baugeschichtlich und sozialgeschichtlich von Bedeutung | 09271082 |
| Direkt Bild zu diesem Denkmal hochladen | Wohnhaus (Umgebinde) | Am Butterberg 11 (Karte)                                  | Mitte 19. Jahrhundert | Doppelstubenhaus, baugeschichtlich und sozialgeschichtlich von Bedeutung | 09271081 |
| Direkt Bild zu diesem Denkmal hochladen | Wohnhaus (Umgebinde) | Am Butterberg 13 (Karte)                                  | 2. Hälfte 19. Jahrhundert | Obergeschoss Fachwerk, baugeschichtlich und sozialgeschichtlich von Bedeutung | 09271080 |
| Direkt Bild zu diesem Denkmal hochladen | Wohnhaus (Umgebinde) mit Anbau | Am Butterberg 17 (Karte)                                  | 2. Hälfte 19. Jahrhundert | Eingeschossig, Anbau zweigeschossig, baugeschichtlich und sozialgeschichtlich von Bedeutung | 09271079 |
| Direkt Bild zu diesem Denkmal hochladen | Wohnhaus (Umgebinde) | Am Butterberg 19 (Karte)                                  | 1. Hälfte 19. Jahrhundert | Obergeschoss Fachwerk, baugeschichtlich und sozialgeschichtlich von Bedeutung | 09271078 |
| Direkt Bild zu diesem Denkmal hochladen | Wohnhaus (Umgebinde) | Am Butterberg 23 (Karte)                                  | 2. Hälfte 19. Jahrhundert | Doppelstubenhaus, Obergeschoss Fachwerk, baugeschichtlich und sozialgeschichtlich von Bedeutung | 09271077 |
| Direkt Bild zu diesem Denkmal hochladen | Wohnhaus (ehemals Umgebindehaus) | Am Butterberg 26 (Karte)                                  | Mitte 19. Jahrhundert | Obergeschoss Fachwerk, baugeschichtlich von Bedeutung | 09271075 |
| Direkt Bild zu diesem Denkmal hochladen | Wohnhaus (Umgebinde) mit rückwärtigem Anbau | Am Butterberg 27 (Karte)                                  | Mitte 19. Jahrhundert | Obergeschoss Fachwerk, baugeschichtlich und sozialgeschichtlich von Bedeutung | 09271074 |
| Direkt Bild zu diesem Denkmal hochladen | Wohnhaus (Umgebinde) | Am Butterberg 31 (Karte)                                  | 1. Hälfte 19. Jahrhundert | Doppelstubenhaus, Obergeschoss Fachwerk, baugeschichtlich und sozialgeschichtlich von Bedeutung | 09271073 |
| Direkt Bild zu diesem Denkmal hochladen | Wohnhaus (ehemals Umgebindehaus) | Am Butterberg 32 (Karte)                                  | 2. Hälfte 19. Jahrhundert | Obergeschoss Fachwerk, baugeschichtlich von Bedeutung | 09271069 |
| Direkt Bild zu diesem Denkmal hochladen | Wohnhaus (Umgebinde) | Am Butterberg 34 (Karte)                                  | Mitte 19. Jahrhundert | Doppelstubenhaus, ohne hinteres Wirtschaftsgebäude, Obergeschoss Fachwerk, baugeschichtlich und sozialgeschichtlich von Bedeutung | 09271070 |
| Direkt Bild zu diesem Denkmal hochladen | Wohnhaus (Umgebinde) | Am Butterberg 35 (Karte)                                  | Mitte 19. Jahrhundert | Obergeschoss Fachwerk, baugeschichtlich und sozialgeschichtlich von Bedeutung | 09271071 |
| Direkt Bild zu diesem Denkmal hochladen | Wohnstallhaus (ehemals Umgebinde) und Scheune eines Bauernhofes | Am Butterberg 36 (Karte)                                  | 1. Hälfte 19. Jahrhundert | Wohnstallhaus Obergeschoss Fachwerk, baugeschichtlich und wirtschaftsgeschichtlich von Bedeutung | 09271072 |
| Direkt Bild zu diesem Denkmal hochladen | Wohnhaus (Umgebinde) | Am Butterberg 38 (Karte)                                  | 2. Hälfte 19. Jahrhundert | Eingeschossig, baugeschichtlich und sozialgeschichtlich von Bedeutung | 09271068 |
| Direkt Bild zu diesem Denkmal hochladen | Wohnhaus (Umgebinde) | Am Butterberg 40 (Karte)                                  | 1. Hälfte 19. Jahrhundert | Obergeschoss Fachwerk, baugeschichtlich und sozialgeschichtlich von Bedeutung | 09271066 |
| Direkt Bild zu diesem Denkmal hochladen | Donathscher Hof; Wohnhaus mit Anbau, Stallgebäude und Scheune eines einstigen Vierseithofes | Am Butterberg 51 (Karte)                                  | 2. Hälfte 19. Jahrhundert (Bauernhof und Wohnstallhaus); bezeichnet mit 1871 (Stall)                                                                        | Baugeschichtlich und wirtschaftsgeschichtlich von Bedeutung | 09271065 |
| Direkt Bild zu diesem Denkmal hochladen | Wohnhaus (Umgebinde) mit hinterem Anbau | Am Hang 1 (Karte)                                         | Um 1850 | Obergeschoss Fachwerk, baugeschichtlich und sozialgeschichtlich von Bedeutung | 09271179 |
| Direkt Bild zu diesem Denkmal hochladen | Wohnhaus (Umgebinde) mit hinterem Anbau | Am Hang 3 (Karte)                                         | 2. Hälfte 19. Jahrhundert | Obergeschoss Fachwerk, baugeschichtlich und sozialgeschichtlich von Bedeutung | 09271178 |
| Direkt Bild zu diesem Denkmal hochladen | Wohnhaus (Umgebinde) | Am Hang 8 (Karte)                                         | 1. Hälfte 19. Jahrhundert | Überformt Ende 19. Jahrhundert, Obergeschoss Fachwerk, baugeschichtlich und sozialgeschichtlich von Bedeutung | 09271177 |
| Weitere Bilder                          | Kirchschule | Am Kirchberg 5 (Karte)                                    | 1702 | Stattlicher Bau mit Walmdach, dieses wohl aus Zeiten der letzten Erweiterung im Jahr 1876, Bau im Kern barock, baugeschichtlich und ortsgeschichtlich von Bedeutung | 09271032 |
| Weitere Bilder                          | Kirche und Kirchhof Hainewalde (Sachgesamtheit) | Am Kirchberg 6 (Karte)                                    | 18. Jahrhundert | Sachgesamtheit Kirche und Kirchhof Hainewalde mit folgenden Einzeldenkmalen: Saalkirche, Gebäude des Hospitals, Kanitz-Kyausches Grufthaus, acht Grabmale, Einfriedungsmauer mit drei Toren und Treppenanlagen sowie Gerätehaus am nördlichen Eingang (siehe Einzeldenkmalliste unter gleicher Anschrift Obj. 09271033) und der Kirchhof als Sachgesamtheitsteil; gesamtes Ensemble baugeschichtlich, kunstgeschichtlich, künstlerisch und regionalgeschichtlich von Bedeutung | 09303500 |
| Weitere Bilder                          | Saalkirche, Gebäude des Hospitals, acht Grabmale, Einfriedungsmauer mit drei Toren und Treppenanlagen sowie Gerätehaus am nördlichen Eingang (Einzeldenkmale zu ID-Nr. 09303500) | Am Kirchberg 6 (Karte)                                    | 1703 (Hospital); 1705–1711 (Kirche); 18./19. Jahrhundert (Grabmal); 18. Jahrhundert (Geräteschuppen)                                                        | Einzeldenkmale der Sachgesamtheit Kirche und Kirchhof Hainewalde; baugeschichtlich, kunstgeschichtlich, künstlerisch und regionalgeschichtlich von Bedeutung | 09271033 |
| Weitere Bilder                          | Kanitz-Kyawsches Grufthaus (Einzeldenkmal zu ID-Nr. 09303500) | Am Kirchberg 6 (Karte)                                    | 1715 (Grufthaus) | Einzeldenkmale der Sachgesamtheit Kirche und Kirchhof Hainewalde; Grufthaus mit barocken allegorischen Figuren eines der bedeutendsten Sepulkralwerke Sachsens, baugeschichtlich, kunstgeschichtlich, künstlerisch und regionalgeschichtlich von Bedeutung | 09271033 |
| Direkt Bild zu diesem Denkmal hochladen | Wohnhaus | Am Kux 1 (Karte)                                          | Anfang 20. Jahrhundert | Obergeschoss verbrettert, baugeschichtlich von Bedeutung | 09271163 |
| Direkt Bild zu diesem Denkmal hochladen | Wohnhaus (Umgebinde) | Am Kux 2 (Karte)                                          | 2. Hälfte 19. Jahrhundert | Baugeschichtlich und sozialgeschichtlich von Bedeutung | 09271164 |
|                                         | Wohnhaus (Umgebinde) | Am Kux 7 (Karte)                                          | 2. Hälfte 19. Jahrhundert | Obergeschoss Fachwerk, baugeschichtlich und sozialgeschichtlich von Bedeutung | 09271165 |
|                                         | Wohnhaus (Umgebinde) | Am Kux 11 (Karte)                                         | 2. Hälfte 19. Jahrhundert | Obergeschoss Fachwerk, baugeschichtlich und sozialgeschichtlich von Bedeutung | 09271166 |
| Direkt Bild zu diesem Denkmal hochladen | Wohnhaus (Umgebinde) mit hinterem Anbau | Am Vogelherd 10 (Karte)                                   | 2. Hälfte 19. Jahrhundert | Obergeschoss Fachwerk, baugeschichtlich und sozialgeschichtlich von Bedeutung | 09271098 |
| Direkt Bild zu diesem Denkmal hochladen | Wohnhaus (Umgebinde) | Am Vogelherd 13 (Karte)                                   | 2. Hälfte 19. Jahrhundert | Obergeschoss Fachwerk, baugeschichtlich und sozialgeschichtlich von Bedeutung | 09271097 |
| Direkt Bild zu diesem Denkmal hochladen | Wohnhaus (Umgebinde) | Am Vogelherd 14 (Karte)                                   | 2. Hälfte 19. Jahrhundert | Obergeschoss Fachwerk, baugeschichtlich und sozialgeschichtlich von Bedeutung | 09271096 |
| Direkt Bild zu diesem Denkmal hochladen | Hinterer Teil eines Wohnhauses (Umgebinde) | Am Vogelherd 15 (Karte)                                   | 2. Hälfte 19. Jahrhundert | Obergeschoss Fachwerk, baugeschichtlich von Bedeutung | 09271083 |
| Direkt Bild zu diesem Denkmal hochladen | Wohnhaus (Umgebinde) | Aueweg 1 (Karte)                                          | 1. Hälfte 19. Jahrhundert | Eingeschossiges Doppelstubenhaus, baugeschichtlich und sozialgeschichtlich von Bedeutung | 09271190 |
| Direkt Bild zu diesem Denkmal hochladen | Wohnhaus (Umgebinde) | Aueweg 2 (Karte)                                          | Bezeichnet mit 1782 | Doppelstubenhaus, Obergeschoss Fachwerk, baugeschichtlich und sozialgeschichtlich von Bedeutung | 09271191 |
|                                         | Wohnhaus (Umgebinde) mit Einfriedung | Aueweg 4 (Karte)                                          | 2. Hälfte 19. Jahrhundert | Doppelstubenhaus, Obergeschoss Fachwerk, baugeschichtlich und sozialgeschichtlich von Bedeutung | 09271086 |
| Direkt Bild zu diesem Denkmal hochladen | Wohnhaus (ehemals Umgebinde) | Aueweg 7 (Karte)                                          | 2. Hälfte 19. Jahrhundert | Obergeschoss Fachwerk, baugeschichtlich von Bedeutung | 09271167 |
|                                         | Wohnhaus (Umgebinde) | Aueweg 8 (Karte)                                          | 1. Hälfte 19. Jahrhundert | Eingeschossiges Doppelstubenhaus, baugeschichtlich und sozialgeschichtlich von Bedeutung | 09271168 |
|                                         | Wohnhaus (Umgebinde) | Aueweg 9 (Karte)                                          | 2. Hälfte 19. Jahrhundert | Doppelstubenhaus, Obergeschoss Fachwerk, baugeschichtlich und sozialgeschichtlich von Bedeutung | 09271169 |
| Direkt Bild zu diesem Denkmal hochladen | Wohnhaus (Umgebinde) | Aueweg 10 (Karte)                                         | 1. Hälfte 19. Jahrhundert | Obergeschoss teilweise Fachwerk, baugeschichtlich und sozialgeschichtlich von Bedeutung | 09271170 |
| Direkt Bild zu diesem Denkmal hochladen | Wohnhaus (Umgebinde) mit hinterem Anbau | Aueweg 11 (Karte)                                         | 1. Hälfte 19. Jahrhundert | Obergeschoss Fachwerk, baugeschichtlich und sozialgeschichtlich von Bedeutung | 09271171 |
| Direkt Bild zu diesem Denkmal hochladen | Wohnhaus (Umgebinde) | Aueweg 12 (Karte)                                         | 2. Hälfte 19. Jahrhundert | Obergeschoss teilweise Fachwerk, stark verändert, baugeschichtlich von Bedeutung | 09271172 |
| Direkt Bild zu diesem Denkmal hochladen | Wohnhaus (Umgebinde) | Augusttal 1 (Karte)                                       | 1. Hälfte 19. Jahrhundert | Doppelstubenhaus, Obergeschoss Fachwerk, baugeschichtlich und sozialgeschichtlich von Bedeutung | 09303498 |
| Direkt Bild zu diesem Denkmal hochladen | Wohnhaus (Umgebinde) | Augusttal 2 (Karte)                                       | 2. Hälfte 19. Jahrhundert | Obergeschoss Fachwerk, baugeschichtlich und sozialgeschichtlich von Bedeutung | 09271133 |
| Direkt Bild zu diesem Denkmal hochladen | Wohnhaus (Umgebinde) | Augusttal 3 (Karte)                                       | 1. Hälfte 19. Jahrhundert | Baugeschichtlich und sozialgeschichtlich von Bedeutung | 09271134 |
| Direkt Bild zu diesem Denkmal hochladen | Wohnhaus (Umgebinde) | Augusttal 4 (Karte)                                       | 19. Jahrhundert | Obergeschoss Fachwerk, baugeschichtlich und sozialgeschichtlich von Bedeutung | 09271135 |
| Direkt Bild zu diesem Denkmal hochladen | Wohnhaus (Umgebinde) | Augusttal 5 (Karte)                                       | 2. Hälfte 19. Jahrhundert | Obergeschoss Fachwerk, baugeschichtlich und sozialgeschichtlich von Bedeutung | 09271136 |
| Direkt Bild zu diesem Denkmal hochladen | Wohnhaus (Umgebinde) | Augusttal 11 (Karte)                                      | 2. Hälfte 19. Jahrhundert | Obergeschoss Fachwerk, baugeschichtlich und sozialgeschichtlich von Bedeutung | 09271137 |
|                                         | Wohnhaus (Umgebinde) mit seitlichem Anbau | Bahnhofstraße 1 (Karte)                                   | Bezeichnet mit 1823 | Doppelstubenhaus, Obergeschoss Fachwerk, baugeschichtlich und sozialgeschichtlich von Bedeutung | 09271016 |
| Weitere Bilder                          | Fabrikantenvilla mit Gewerbeanbau mit großen Schaufenstern, Treppenanlage und Garten | Bahnhofstraße 4 (Karte)                                   | Anfang 19. Jahrhundert | Baugeschichtlich und ortsgeschichtlich von Bedeutung | 09271129 |
|                                         | Wohnhaus | Bahnhofstraße 5 (Karte)                                   | Um 1900 | Putzbau mit Veranda und Zierfachwerk, baugeschichtlich von Bedeutung | 09271128 |
|                                         | Wohnhaus | Bahnhofstraße 6 (Karte)                                   | Ende 19. Jahrhundert | Ländlicher Putzbau mit originalen Fenster- und Türgewänden, baugeschichtlich von Bedeutung | 09271124 |
| Weitere Bilder                          | Empfangsgebäude und Bahnsteigüberdachung des Hainewalder Bahnhofs | Bahnhofstraße 11 (Karte)                                  | 1912 | Eisenbahnstrecke Mittelherwigsdorf–Warnsdorf–Eibau; eisenbahngeschichtlich, baugeschichtlich und ortsgeschichtlich von Bedeutung | 09271120 |
| Direkt Bild zu diesem Denkmal hochladen | Wohnhaus | Bergstraße 4 (Karte)                                      | 2. Hälfte 19. Jahrhundert | Obergeschoss Fachwerk; baugeschichtlich von Bedeutung | 09271181 |
| Direkt Bild zu diesem Denkmal hochladen | Wohnhaus (Umgebinde) | Bergstraße 10 (Karte)                                     | 2. Hälfte 19. Jahrhundert | Umgebinde an Giebelseite entfernt, Obergeschoss Fachwerk, baugeschichtlich und sozialgeschichtlich von Bedeutung | 09271182 |
| Direkt Bild zu diesem Denkmal hochladen | Wohnstallhaus (Umgebinde) und Scheune eines Bauernhofes | Bergstraße 11 (Karte)                                     | 2. Hälfte 19. Jahrhundert | Wohnhaus Obergeschoss Fachwerk, Scheune Fachwerk, baugeschichtlich und sozialgeschichtlich von Bedeutung | 09271183 |
| Direkt Bild zu diesem Denkmal hochladen | Wohnhaus (Umgebinde) | Bergstraße 19 (Karte)                                     | 2. Hälfte 19. Jahrhundert | Obergeschoss Fachwerk, baugeschichtlich und sozialgeschichtlich von Bedeutung | 09271144 |
| Direkt Bild zu diesem Denkmal hochladen | Wohnhaus (Umgebinde) und Scheune | Bergstraße 20 (Karte)                                     | 2. Hälfte 19. Jahrhundert | Wohnhaus Obergeschoss Fachwerk, baugeschichtlich und sozialgeschichtlich von Bedeutung | 09271145 |
|                                         | Schule | Bergstraße 23 (Karte)                                     | Ende 19. Jahrhundert | Fassade mit neogotischen Stilelementen, ohne hinteren Anbau, baugeschichtlich und ortsgeschichtlich von Bedeutung | 09271037 |
| Direkt Bild zu diesem Denkmal hochladen | Wohnhaus mit winkligem Anbau | Bergstraße 26 (Karte)                                     | Bezeichnet mit 1828, älterer Kern | Heute Kindergarten, baugeschichtlich von Bedeutung | 09271036 |
| Direkt Bild zu diesem Denkmal hochladen | Pfarrhaus mit Pfarrgarten | Bergstraße 27 (Karte)                                     | Bezeichnet mit 1796 | Sehr reiches Sandsteinportal, Obergeschoss Fachwerk, baugeschichtlich, ortsgeschichtlich und künstlerisch von Bedeutung | 09271038 |
| Direkt Bild zu diesem Denkmal hochladen | Wohnhaus (Umgebinde) | Bergstraße 28 (Karte)                                     | 1. Hälfte 19. Jahrhundert | Obergeschoss Fachwerk, baugeschichtlich und sozialgeschichtlich von Bedeutung | 09271035 |
| Weitere Bilder                          | Wohnhaus (Umgebinde) und Scheune eines Bauernhofes | Bergstraße 31 (Karte)                                     | Anfang 19. Jahrhundert | Wohnhaus Obergeschoss Fachwerk, baugeschichtlich und wirtschaftsgeschichtlich von Bedeutung | 09271034 |
| Direkt Bild zu diesem Denkmal hochladen | Wohnhaus (ehemals Umgebinde) | Charlottenruh 5 (Karte)                                   | Bezeichnet mit 1817 | Obergeschoss Fachwerk, baugeschichtlich von Bedeutung | 09271118 |
| Direkt Bild zu diesem Denkmal hochladen | Wohnhaus (Umgebinde) mit Anbau | Charlottenruh 12 (Karte)                                  | 2. Hälfte 19. Jahrhundert | Doppelstubenhaus, Obergeschoss Fachwerk, baugeschichtlich und sozialgeschichtlich von Bedeutung | 09271117 |
|                                         | Wohnhaus (Umgebinde) | Damm 1 (Karte)                                            | 2. Hälfte 19. Jahrhundert | Eingeschossig, baugeschichtlich und sozialgeschichtlich von Bedeutung | 09271153 |
|                                         | Wohnhaus (Umgebinde) | Damm 4 (Karte)                                            | 2. Hälfte 19. Jahrhundert | Obergeschoss Fachwerk, baugeschichtlich und sozialgeschichtlich von Bedeutung | 09271189 |
| Direkt Bild zu diesem Denkmal hochladen | Wohnhaus (Umgebinde) | Halsbreche 1 (Karte)                                      | 1. Hälfte 19. Jahrhundert | Obergeschoss Fachwerk, baugeschichtlich und sozialgeschichtlich von Bedeutung | 09271063 |
| Direkt Bild zu diesem Denkmal hochladen | Wohnhaus (Umgebinde) | Halsbreche 2 (Karte)                                      | 1. Hälfte 19. Jahrhundert | Obergeschoss Fachwerk, baugeschichtlich und sozialgeschichtlich von Bedeutung | 09271062 |
| Direkt Bild zu diesem Denkmal hochladen | Wohnhaus (Umgebinde) | Halsbreche 8 (Karte)                                      | 1. Hälfte 19. Jahrhundert | Obergeschoss Fachwerk, baugeschichtlich und sozialgeschichtlich von Bedeutung | 09271061 |
|                                         | Wohnhaus (Umgebinde) | Hohle Gasse 1 (Karte)                                     | Bezeichnet mit 1841 | Obergeschoss Fachwerk, baugeschichtlich und sozialgeschichtlich von Bedeutung | 09271055 |
|                                         | Wohnhaus (Umgebinde) | Hohle Gasse 1a (Karte)                                    | 1. Hälfte 19. Jahrhundert | Eingeschossiges Doppelstubenhaus, baugeschichtlich und sozialgeschichtlich von Bedeutung | 09271056 |
| Direkt Bild zu diesem Denkmal hochladen | Wohnhaus | Hohle Gasse 5 (Karte)                                     | 1. Hälfte 19. Jahrhundert | Obergeschoss Fachwerk, baugeschichtlich von Bedeutung | 09271058 |
| Direkt Bild zu diesem Denkmal hochladen | Wohnhaus (Umgebinde) | Hohle Gasse 8 (Karte)                                     | 1. Hälfte 19. Jahrhundert | Obergeschoss Fachwerk, baugeschichtlich und sozialgeschichtlich von Bedeutung | 09271059 |
| Direkt Bild zu diesem Denkmal hochladen | Wohnstallhaus (Umgebinde) und Seitengebäude eines Bauernhofes | Hohle Gasse 9 (Karte)                                     | 1. Hälfte 19. Jahrhundert (Wohnstallhaus); 2. Hälfte 19. Jahrhundert (Seitengebäude)                                                                        | Wohnhaus Obergeschoss Fachwerk, baugeschichtlich und wirtschaftsgeschichtlich von Bedeutung | 09271060 |
| Direkt Bild zu diesem Denkmal hochladen | Straßenbrücke über Eisenbahnlinie | Hutbergstraße (Karte)                                     | Ende 19. Jahrhundert | Baugeschichtlich und verkehrsgeschichtlich von Bedeutung | 09271115 |
| Direkt Bild zu diesem Denkmal hochladen | Wohnhaus (Umgebinde) | Hutbergstraße 3 (Karte)                                   | 19. Jahrhundert | Obergeschoss Fachwerk, baugeschichtlich und sozialgeschichtlich von Bedeutung | 09271114 |
|                                         | Wohnstallhaus (Umgebinde) und Scheune eines Hakenhofes | Hutbergstraße 8 (Karte)                                   | 1. Hälfte 19. Jahrhundert | Wohnstallhaus Obergeschoss Fachwerk, baugeschichtlich und wirtschaftsgeschichtlich von Bedeutung | 09271113 |
| Direkt Bild zu diesem Denkmal hochladen | Wohnstallhaus mit Saalanbau, Seitengebäude und Scheune des Niederkretschams | Hutbergstraße 9 (Karte)                                   | Um 1850 | Baugeschichtlich und ortsgeschichtlich von Bedeutung | 09271112 |
|                                         | Carola-Heim; Kinderheim und zwei Plastiken im Gartengelände | Hutbergstraße 10 (Karte)                                  | Anfang 20. Jahrhundert (Jugendheim/Kinderheim); 1979 (Plastik: Kind mit Taube); 1982 (Plastik: Vietnamesische Bergbäuerin mit Kind)                         | Baugeschichtlich und künstlerisch von Bedeutung | 09271111 |
| Direkt Bild zu diesem Denkmal hochladen | Wohnhaus (Umgebinde) und Scheune | Hutbergstraße 11 (Karte)                                  | 1. Hälfte 19. Jahrhundert | Wohnhaus Obergeschoss Fachwerk, baugeschichtlich und wirtschaftsgeschichtlich von Bedeutung | 09271110 |
| Direkt Bild zu diesem Denkmal hochladen | Wohnhaus | Kleine Seite 3 (Karte)                                    | 1. Hälfte 19. Jahrhundert | Obergeschoss Fachwerk; baugeschichtlich von Bedeutung | 09271022 |
| Weitere Bilder                          | Gemeindeamt | Kleine Seite 4 (Karte)                                    | 1930er Jahre | Portal mit Skulptur, baugeschichtlich und ortsgeschichtlich von Bedeutung | 09271021 |
|                                         | Wohnhaus | Kleine Seite 6 (Karte)                                    | 1. Hälfte 19. Jahrhundert | Obergeschoss Fachwerk; baugeschichtlich von Bedeutung | 09271023 |
|                                         | Wohnhaus (Umgebinde) | Kleine Seite 9 (Karte)                                    | 2. Hälfte 19. Jahrhundert | Baugeschichtlich und sozialgeschichtlich von Bedeutung | 09271025 |
| Weitere Bilder                          | Wohnhaus (Umgebinde) | Kleine Seite 10 (Karte)                                   | 2. Hälfte 19. Jahrhundert | Obergeschoss Fachwerk, baugeschichtlich und sozialgeschichtlich von Bedeutung | 09271026 |
|                                         | Wohnhaus (Umgebinde) | Kleine Seite 11 (Karte)                                   | 2. Hälfte 19. Jahrhundert | Obergeschoss Fachwerk, baugeschichtlich und sozialgeschichtlich von Bedeutung | 09271028 |
|                                         | Schöpfbrunnen | Kleine Seite 11 (nördlich) (Karte)                        | 17. Jahrhundert | Kleines gemauertes Wasserloch, ab 1909 durch die Wasserleitung nicht mehr von Bedeutung | 09303549 |
| Direkt Bild zu diesem Denkmal hochladen | Wohnhaus | Kleine Seite 12 (Karte)                                   | 1. Hälfte 19. Jahrhundert | Obergeschoss Fachwerk, baugeschichtlich von Bedeutung | 09271029 |
| Weitere Bilder                          | Ein Brückenpfeiler und Brückenköpfe der Mandaubrücke | Kleine Seite 16 (bei) (Karte)                             | 19. Jahrhundert | In Naturstein gemauert, baugeschichtlich von Bedeutung | 09303548 |
| Weitere Bilder                          | Wohnhaus (Umgebinde) mit doppelter Stützmauer aus Granit-Bruchstein, hinterem Anbau und Kegelbahn | Kleine Seite 17 (Karte)                                   | 2. Hälfte 19. Jahrhundert | Doppelstubenhaus, Obergeschoss Fachwerk, war Fleischerei und Gaststätte Felsenkeller, baugeschichtlich und ortsgeschichtlich von Bedeutung | 09271031 |
|                                         | Wohnhaus (Umgebinde) | Kleine Seite 22 (Karte)                                   | 1. Hälfte 19. Jahrhundert | Eingeschossig, baugeschichtlich und sozialgeschichtlich von Bedeutung | 09271047 |
|                                         | Wohnhaus (Umgebinde) | Kleine Seite 23 (Karte)                                   | 1. Hälfte 19. Jahrhundert | Eingeschossiges Doppelstubenhaus, baugeschichtlich und sozialgeschichtlich von Bedeutung | 09271048 |
| Direkt Bild zu diesem Denkmal hochladen | Wohnhaus und nördliche Scheune | Kleine Seite 25 (Karte)                                   | Bezeichnet mit 1842 (Wohnhaus); 2. Hälfte 19. Jahrhundert (nördliche Scheune)                                                                               | Wohnhaus Putzbau mit biedermeierlichem Eingangsbereich mit Lisenen und Treppe, verbretterte Scheune auf höherem Steinsockel, baugeschichtlich und wirtschaftsgeschichtlich von Bedeutung | 09271051 |
| Direkt Bild zu diesem Denkmal hochladen | Wohnhaus (Umgebinde) | Kleine Seite 26 (Karte)                                   | Bezeichnet mit 1820 | Mit Stall- und Scheunenteil, Obergeschoss Fachwerk, baugeschichtlich und sozialgeschichtlich von Bedeutung | 09271049 |
|                                         | Scheune mit Wohnteil | Kleine Seite 26 (vor) (Karte)                             | Um 1850 | Ehemals wohl zu Kleine Seite 26 gehörig, wirtschaftsgeschichtlich und straßenbildprägend von Bedeutung | 09303502 |
| Direkt Bild zu diesem Denkmal hochladen | Wohnhaus (Umgebinde) | Kleine Seite 29 (Karte)                                   | 1. Hälfte 19. Jahrhundert | Doppelstubenhaus, Obergeschoss Fachwerk, ohne Anbau, baugeschichtlich und sozialgeschichtlich von Bedeutung | 09271052 |
| Weitere Bilder                          | Altes und Neues Schloss Hainewalde mit Schlosspark (Sachgesamtheit) | Kleine Seite 31 (Weinberg 1, 2, 3, 4) (Karte)             | Mitte 18. Jahrhundert | Sachgesamtheit Altes und Neues Schloss Hainewalde mit Schlosspark - Einzeldenkmale Neues Schloss: Schloss als Dreiflügelanlage, große Haupt-Treppenanlage mit Terrassengarten, alle Stützmauern und mehrere Treppen innerhalb des Geländes, Gärtnerwohnhaus südlich des Schlosses, Nebengebäude neben dem Westflügel des Schlosses, Brunnenring im südlichen Gartengelände, Einfriedungsmauer, Torbogen an der Straße und die Schlossbrücke (siehe auch Einzeldenkmalliste Obj. 09271012) - Einzeldenkmale Altes Schloss: Torhaus des einstigen Wasserschlosses (Weinberg 1) mit Zufahrtsbrücke, Wohnhaus mit Nebengebäude (Weinberg 2), Brauereigebäude (Weinberg 3), Wirtschaftsgebäude (Weinberg 4) und die Stützmauer mit Zaunsäulen entlang der Straße Weinberg (siehe auch Einzeldenkmalliste Obj. 09271013) sowie umgebender Schlosspark im Bereich des Neuen Schlosses mit nördlicher doppelter Allee und zwei Festonlinden am Eingang zum südlichen Gartengelände (Gartendenkmal); baugeschichtlich, künstlerisch, regionalgeschichtlich, ortsbildprägend und landschaftsgestaltend von Bedeutung | 09303345 |
| Weitere Bilder                          | Neues Schloss als Dreiflügelanlage, große Haupt-Treppenanlage mit Terrassengarten, alle Stützmauern und mehrere Treppen innerhalb des Geländes, Gärtnerwohnhaus südlich des Schlosses, Nebengebäude neben dem Westflügel des Schlosses, Brunnenring im südlichen Gartengelände, Einfriedungsmauer, Torbogen an der Straße und die Schlossbrücke (Einzeldenkmale zu ID-Nr. 09303345) | Kleine Seite 31 (Karte)                                   | 18. Jahrhundert (Bedienstetenwohnhaus) | Einzeldenkmale der Sachgesamtheit Altes und Neues Schloss Hainewalde mit Schlosspark; baugeschichtlich, künstlerisch, regionalgeschichtlich und ortsbildprägend von Bedeutung | 09271012 |
| Direkt Bild zu diesem Denkmal hochladen | Wohnhaus (Umgebinde) | Kleine Seite 32 (Karte)                                   | 1. Hälfte 19. Jahrhundert | Obergeschoss Fachwerk, baugeschichtlich und sozialgeschichtlich von Bedeutung | 09271053 |
| Direkt Bild zu diesem Denkmal hochladen | Wohnhaus (Umgebinde) | Kleine Seite 33 (Karte)                                   | 1. Hälfte 19. Jahrhundert | Obergeschoss Fachwerk, baugeschichtlich und sozialgeschichtlich von Bedeutung | 09271054 |
| Weitere Bilder                          | Niedermühle mit zwei Mühlengebäuden und Sheddachhalle | Kleine Seite 35 (Karte)                                   | 18. Jahrhundert (barockes Mühlengebäude); 19. Jahrhundert (neuerer Bau und Sheddachhalle)                                                                   | Das barocke, westliche Mühlengebäude mit älterem und jüngerem Anbau nach Westen, der parallele neuere Bau und die Sheddachhalle, orts- und technikgeschichtlich von Bedeutung | 09303504 |
|                                         | Brückenpfeiler der Mandaubrücke | Kleine Seite 35 (hinter) (Karte)                          | 19. Jahrhundert | In Naturstein gemauert, baugeschichtlich von Bedeutung | 09303547 |
| Weitere Bilder                          | Wohnhaus (Umgebinde) und Handschwengelpumpe | Kretschamberg 1 (Karte)                                   | 2. Hälfte 19. Jahrhundert | Doppelstubenhaus, Obergeschoss Fachwerk, baugeschichtlich und sozialgeschichtlich von Bedeutung | 09271138 |
| Weitere Bilder                          | Scheune des Oberkretschams | Kretschamberg 4 (Karte)                                   | Anfang 19. Jahrhundert | Baugeschichtlich und ortsbildprägend von Bedeutung | 09271140 |
|                                         | Turn- und Festhalle mit „Sängerstübl“ | Kretschamberg 6 (Karte)                                   | 1920er Jahre | Baugeschichtlich und ortsgeschichtlich von Bedeutung | 09271141 |
| Direkt Bild zu diesem Denkmal hochladen | Wohnhaus mit östlich im Grundstück liegenden Gartenhaus | Kretschamberg 7 (Karte)                                   | 1920er Jahre | Baugeschichtlich von Bedeutung | 09271142 |
| Direkt Bild zu diesem Denkmal hochladen | Bauernhof mit Wohnhaus (Umgebinde) und Scheune über winkligem Grundriss | Mandauweg 2 (Karte)                                       | 2. Hälfte 19. Jahrhundert | Wohnhaus Obergeschoss Fachwerk, baugeschichtlich und wirtschaftsgeschichtlich von Bedeutung | 09271207 |
|                                         | Wohnhaus (Umgebinde) mit rückwärtigem Anbau | Mandauweg 11 (Karte)                                      | Bezeichnet mit 1850 | Doppelstubenhaus, Obergeschoss Fachwerk, baugeschichtlich und sozialgeschichtlich von Bedeutung | 09271209 |
|                                         | Zwei Wohnhäuser (Umgebinde) | Mandauweg 13 (Karte)                                      | 1. Hälfte 19. Jahrhundert | Zurückgesetzt, baugeschichtlich von Bedeutung | 09271210 |
| Weitere Bilder                          | Wohnhaus (Umgebinde) | Mandauweg 16 (Karte)                                      | 2. Hälfte 19. Jahrhundert | Doppelstubenhaus, Obergeschoss Fachwerk, baugeschichtlich und sozialgeschichtlich von Bedeutung | 09271211 |
|                                         | Wohnstallhaus (Umgebinde) | Mühlstraße 2 (Karte)                                      | Bezeichnet mit 1828 | Obergeschoss Fachwerk, baugeschichtlich und sozialgeschichtlich von Bedeutung | 09271146 |
|                                         | Wohnhaus (Umgebinde) | Mühlstraße 5 (Karte)                                      | Bezeichnet mit 1852 | Doppelstubenhaus, Obergeschoss Fachwerk, baugeschichtlich und sozialgeschichtlich von Bedeutung | 09271148 |
| Weitere Bilder                          | Wohnhaus und zwei Trockentürme der Papierfabrik (Mittelmühle) | Mühlstraße 6 (Karte)                                      | Ende 19. Jahrhundert/Anfang 20. Jahrhundert | Bau- und technikgeschichtlich von Bedeutung | 09271050 |
| Direkt Bild zu diesem Denkmal hochladen | Wohnstallhaus (Umgebinde) und Scheune eines Bauernhofes | Mühlstraße 9 (Karte)                                      | 1. Hälfte 19. Jahrhundert | Wohnstallhaus Obergeschoss Fachwerk, bau- und wirtschaftsgeschichtlich von Bedeutung | 09271150 |
| Direkt Bild zu diesem Denkmal hochladen | Wohnstallhaus eines Bauernhofes | Mühlstraße 10 (Karte)                                     | Bezeichnet mit 1812 | Obergeschoss teilweise Fachwerk, baugeschichtlich von Bedeutung | 09271151 |
| Direkt Bild zu diesem Denkmal hochladen | Wohnstallhaus, davor Steintrog, Seitengebäude und Scheune eines Vierseithofes | Obere Straße 2, 2b (Karte)                                | Bezeichnet mit 1833 (Wohnstallhaus); bezeichnet mit 1922 (Seitengebäude)                                                                                    | Baugeschichtlich und wirtschaftsgeschichtlich von Bedeutung | 09271217 |
|                                         | Zwei Wohnstallhäuser (eines davon mit Umgebinde), Seitengebäude und Scheune eines Vierseithofes | Obere Straße 5 (Karte)                                    | 1. Hälfte 19. Jahrhundert (Wohnstallhaus); bezeichnet mit 1835 (Scheune)                                                                                    | Baugeschichtlich und wirtschaftsgeschichtlich von Bedeutung | 09271197 |
| Direkt Bild zu diesem Denkmal hochladen | Scheune und zwei Toreinfahrtspfeiler eines Bauernhofes | Querweg 4 (Karte)                                         | Bezeichnet mit 1811 | Baugeschichtlich und wirtschaftsgeschichtlich von Bedeutung | 09271127 |
|                                         | Denkmal für die Gefallenen des Ersten Weltkrieges | Scheibe (am Eingang des neuen Friedhofs) (Karte)          | Nach 1918 | Ortsgeschichtlich von Bedeutung | 09271045 |
| Direkt Bild zu diesem Denkmal hochladen | Wohnhaus (Umgebinde) mit rückwärtigem Anbau | Scheibe 2 (Karte)                                         | Mitte 19. Jahrhundert | Obergeschoss Fachwerk, baugeschichtlich und sozialgeschichtlich von Bedeutung | 09271039 |
| Direkt Bild zu diesem Denkmal hochladen | Wohnhaus (Umgebinde) | Scheibe 3 (Karte)                                         | 1. Hälfte 19. Jahrhundert | Ohne Rückbau, Obergeschoss Fachwerk, baugeschichtlich und sozialgeschichtlich von Bedeutung | 09271041 |
| Direkt Bild zu diesem Denkmal hochladen | Wohnhaus (Umgebinde) | Scheibe 8 (Karte)                                         | 1. Hälfte 19. Jahrhundert | Obergeschoss Fachwerk, baugeschichtlich und sozialgeschichtlich von Bedeutung | 09271044 |
| Direkt Bild zu diesem Denkmal hochladen | Wohnhaus (Umgebinde) | Scheibe 9 (Karte)                                         | 1. Hälfte 19. Jahrhundert | Doppelstubenhaus, Obergeschoss Fachwerk, baugeschichtlich und sozialgeschichtlich von Bedeutung | 09271043 |
| Direkt Bild zu diesem Denkmal hochladen | Wohnhaus (Umgebinde) | Scheibe 13 (Karte)                                        | 2. Hälfte 19. Jahrhundert | Ohne moderne Anbauten, Obergeschoss Fachwerk, war die sogenannte Limonadenquelle, baugeschichtlich und sozialgeschichtlich von Bedeutung | 09271085 |
| Direkt Bild zu diesem Denkmal hochladen | Schützenhaus mit Saalanbau | Scheibe 15 (Karte)                                        | 1883 | Baugeschichtlich und ortsgeschichtlich von Bedeutung | 09271225 |
| Weitere Bilder                          | Wohnstallhaus (Umgebinde) | Schulgasse 3 (Karte)                                      | 1. Hälfte 19. Jahrhundert | Obergeschoss Fachwerk, baugeschichtlich und sozialgeschichtlich von Bedeutung | 09271131 |
| Direkt Bild zu diesem Denkmal hochladen | Wohnhaus (Umgebinde) | Siedlung 4 (Karte)                                        | 2. Hälfte 19. Jahrhundert | Eingeschossig mit Drempel, ohne hinteren Anbau, baugeschichtlich und sozialgeschichtlich von Bedeutung | 09271126 |
| Weitere Bilder                          | Himmelsbrücke | Talstraße (Karte)                                         | Bezeichnet mit 1832 | Straßenbrücke über die Mandau; Vorgängerbau aus Holz von 1732, baugeschichtlich und technikgeschichtlich von Bedeutung | 09271198 |
| Direkt Bild zu diesem Denkmal hochladen | Straßenbrücke über die Eisenbahnlinie | Talstraße (Karte)                                         | Ende 19. Jahrhundert | Baugeschichtlich von Bedeutung | 09271154 |
| Direkt Bild zu diesem Denkmal hochladen | Wohnhaus (Umgebinde) | Talstraße 1 (Karte)                                       | Um 1800 | Obergeschoss Fachwerk, baugeschichtlich und sozialgeschichtlich von Bedeutung | 09271216 |
| Direkt Bild zu diesem Denkmal hochladen | Wohnhaus | Talstraße 4 (Karte)                                       | 2. Hälfte 19. Jahrhundert | Obergeschoss Fachwerk, vermutlich ehemaliges Umgebindehaus, baugeschichtlich von Bedeutung | 09271214 |
|                                         | Wohnhaus (Umgebinde) | Talstraße 7 (Karte)                                       | 2. Hälfte 19. Jahrhundert | Eingeschossiges Doppelstubenhaus, baugeschichtlich und sozialgeschichtlich von Bedeutung | 09271213 |
| Direkt Bild zu diesem Denkmal hochladen | Wohnhaus (Umgebinde) | Talstraße 8 (Karte)                                       | 1. Hälfte 19. Jahrhundert | Obergeschoss Fachwerk, baugeschichtlich und sozialgeschichtlich von Bedeutung | 09271218 |
| Weitere Bilder                          | Wohnhaus (Umgebinde) und Scheune | Talstraße 9 (Karte)                                       | 2. Hälfte 19. Jahrhundert (Wohnhaus); Ende 19. Jahrhundert (Scheune)                                                                                        | Ehemals Gasthof, Doppelstubenhaus, Obergeschoss Fachwerk, baugeschichtlich und ortsgeschichtlich von Bedeutung | 09271212 |
| Weitere Bilder                          | Wohnhaus (Umgebinde) | Talstraße 10 (Karte)                                      | 1. Hälfte 19. Jahrhundert | Eingeschossiges Doppelstubenhaus, baugeschichtlich und sozialgeschichtlich von Bedeutung | 09271219 |
| Direkt Bild zu diesem Denkmal hochladen | Scheune | Talstraße 13a (Karte)                                     | Anfang 20. Jahrhundert | Baugeschichtlich von Bedeutung | 09271220 |
| Weitere Bilder                          | Obere Mühle mit Wohnstallhaus, Wohnhaus und Hofbaum (Linde) | Talstraße 17 (Karte)                                      | 1730 (Wohnstallhaus); bezeichnet mit 1891 (Wohnhaus) | Wohnstallhaus mit Portalen; baugeschichtlich und ortsgeschichtlich von Bedeutung | 09271221 |
|                                         | Wohnhaus (Umgebinde) | Talstraße 20 (Karte)                                      | 2. Hälfte 19. Jahrhundert | Obergeschoss Fachwerk, baugeschichtlich und sozialgeschichtlich von Bedeutung | 09271206 |
| Direkt Bild zu diesem Denkmal hochladen | Wohnhaus (Umgebinde) | Talstraße 22 (Karte)                                      | 2. Hälfte 19. Jahrhundert | Eingeschossig, baugeschichtlich und sozialgeschichtlich von Bedeutung | 09271205 |
| Direkt Bild zu diesem Denkmal hochladen | Wohnhaus | Talstraße 23 (Karte)                                      | 1. Hälfte 19. Jahrhundert | Obergeschoss Fachwerk, baugeschichtlich von Bedeutung | 09271204 |
| Direkt Bild zu diesem Denkmal hochladen | Wohnstallhaus (Umgebinde), Scheune und Seitengebäude sowie ein noch erhaltener Torpfeiler eines Vierseithofes | Talstraße 25 (Karte)                                      | 2. Hälfte 19. Jahrhundert (Vierseithof und Wohnstallhaus); bezeichnet mit 1890 (Scheune); bezeichnet mit 1891 (Stall)                                       | Wohnstallhaus Obergeschoss Fachwerk, baugeschichtlich und wirtschaftsgeschichtlich von Bedeutung | 09271180 |
|                                         | Wohnstallhaus (Umgebinde), Scheune, Stall und Auszüglerhaus eines Vierseithofes | Talstraße 28 (Karte)                                      | Bezeichnet mit 1834 | Wohnstallhaus Obergeschoss Fachwerk, baugeschichtlich, sozialgeschichtlich und wirtschaftsgeschichtlich von Bedeutung | 09271173 |
| Direkt Bild zu diesem Denkmal hochladen | Wohnhaus (Umgebinde) mit späterem Vorbau | Talstraße 29 (Karte)                                      | 1. Hälfte 19. Jahrhundert | Doppelstubenhaus, Obergeschoss Fachwerk, baugeschichtlich und sozialgeschichtlich von Bedeutung | 09271174 |
| Direkt Bild zu diesem Denkmal hochladen | Wohnhaus (Umgebinde) | Talstraße 32 (Karte)                                      | Bezeichnet mit 1822 | Obergeschoss Fachwerk, baugeschichtlich und sozialgeschichtlich von Bedeutung | 09271175 |
| Direkt Bild zu diesem Denkmal hochladen | Wohnhaus (Umgebinde) | Talstraße 33 (Karte)                                      | 2. Hälfte 19. Jahrhundert | Obergeschoss Fachwerk, baugeschichtlich und sozialgeschichtlich von Bedeutung | 09271176 |
| Direkt Bild zu diesem Denkmal hochladen | Wohnhaus (Umgebinde) | Talstraße 39 (Karte)                                      | 1. Hälfte 19. Jahrhundert | Doppelstubenhaus, Obergeschoss Fachwerk, baugeschichtlich und sozialgeschichtlich von Bedeutung | 09271193 |
| Direkt Bild zu diesem Denkmal hochladen | Wohnhaus (ehemals Umgebinde) | Talstraße 41 (Karte)                                      | 2. Hälfte 19. Jahrhundert | Obergeschoss Fachwerk, baugeschichtlich von Bedeutung | 09271192 |
|                                         | Wohnhaus (Umgebinde) | Talstraße 43 (Karte)                                      | 2. Hälfte 19. Jahrhundert | Obergeschoss Fachwerk, baugeschichtlich und sozialgeschichtlich von Bedeutung | 09271162 |
|                                         | Wohnhaus (Umgebinde) und östlich angebaute Fabrikhalle | Talstraße 44 (Karte)                                      | 19. Jahrhundert (Wohnhaus); Ende 19. Jahrhundert (Fabrikhalle)                                                                                              | Wohnhaus Obergeschoss Fachwerk, baugeschichtlich und wirtschaftsgeschichtlich von Bedeutung | 09271161 |
|                                         | Wohnhaus (Umgebinde) | Talstraße 45 (Karte)                                      | Anfang 19. Jahrhundert | Doppelstubenhaus, Obergeschoss Fachwerk, baugeschichtlich und sozialgeschichtlich von Bedeutung | 09271160 |
|                                         | Wohnhaus (Umgebinde) | Talstraße 46 (Karte)                                      | 1. Hälfte 19. Jahrhundert | Obergeschoss Fachwerk, baugeschichtlich und sozialgeschichtlich von Bedeutung | 09271159 |
| Direkt Bild zu diesem Denkmal hochladen | Wohnhaus (Umgebinde) | Talstraße 48 (Karte)                                      | 2. Hälfte 19. Jahrhundert | Eingeschossiges Doppelstubenhaus, baugeschichtlich und sozialgeschichtlich von Bedeutung | 09271158 |
|                                         | Wohnhaus (Umgebinde) | Talstraße 49 (Karte)                                      | 2. Hälfte 19. Jahrhundert | Eingeschossig, baugeschichtlich und sozialgeschichtlich von Bedeutung | 09271157 |
| Direkt Bild zu diesem Denkmal hochladen | Wohnhaus (Umgebinde), ohne Anbau | Talstraße 51 (Karte)                                      | 1. Hälfte 19. Jahrhundert | Mit modernem Ladeneinbau, baugeschichtlich und sozialgeschichtlich von Bedeutung | 09271155 |
|                                         | Wohnhaus (Umgebinde) | Talstraße 58 (Karte)                                      | 1. Hälfte 19. Jahrhundert | Doppelstubenhaus, Obergeschoss Fachwerk, baugeschichtlich und städtebaulich von Bedeutung | 09271042 |
|                                         | Wohnhaus (Umgebinde) | Talstraße 78 (Karte)                                      | 1. Hälfte 19. Jahrhundert | Obergeschoss Fachwerk, baugeschichtlich und sozialgeschichtlich von Bedeutung | 09271064 |
| Direkt Bild zu diesem Denkmal hochladen | Wohnhaus (Umgebinde) mit Anbau | Talstraße 82 (Karte)                                      | Bezeichnet mit 1727 | Obergeschoss Fachwerk, baugeschichtlich und sozialgeschichtlich von Bedeutung | 09271108 |
| Direkt Bild zu diesem Denkmal hochladen | Wohnhaus (Umgebinde) | Talstraße 88 (Karte)                                      | 1. Hälfte 19. Jahrhundert | Obergeschoss Fachwerk, baugeschichtlich und sozialgeschichtlich von Bedeutung | 09271107 |
| Direkt Bild zu diesem Denkmal hochladen | Wohnhaus (Umgebinde) | Talstraße 89 (Karte)                                      | 2. Hälfte 19. Jahrhundert | Obergeschoss Fachwerk, baugeschichtlich und sozialgeschichtlich von Bedeutung | 09271105 |
| Direkt Bild zu diesem Denkmal hochladen | Wohnhaus mit Nebengebäude | Talstraße 90 (Karte)                                      | 1909 | Haus anspruchsvoll mit Reformstilelementen, baugeschichtlich von Bedeutung | 09271106 |
| Direkt Bild zu diesem Denkmal hochladen | Wohnhaus in offener Bebauung | Talstraße 95 (Karte)                                      | 1920/1929 | Baugeschichtlich von Bedeutung | 09271104 |
| Direkt Bild zu diesem Denkmal hochladen | Wohnhaus in offener Bebauung | Talstraße 99 (Karte)                                      | Um 1925 | Reformstil, baugeschichtlich von Bedeutung | 09271103 |
| Direkt Bild zu diesem Denkmal hochladen | Wohnhaus (Umgebinde) | Talstraße 100 (Karte)                                     | 1. Hälfte 19. Jahrhundert | Eingeschossig, baugeschichtlich und sozialgeschichtlich von Bedeutung | 09271101 |
| Direkt Bild zu diesem Denkmal hochladen | Wohnhaus (Umgebinde) | Talstraße 104 (Karte)                                     | 2. Hälfte 19. Jahrhundert | Entstellender Anbau über gesamte Hausbreite zur Straße, hinterer Teil des alten Hauses mit Umgebinde erhalten, Obergeschoss Fachwerk, baugeschichtlich und sozialgeschichtlich von Bedeutung | 09271094 |
| Direkt Bild zu diesem Denkmal hochladen | Wohnhaus mit Umgebinde im Anbau | Talstraße 107 (Karte)                                     | 2. Hälfte 19. Jahrhundert | Baugeschichtlich und sozialgeschichtlich von Bedeutung | 09271093 |
| Direkt Bild zu diesem Denkmal hochladen | Wohnhaus (ehemals Umgebinde) | Talstraße 110 (Karte)                                     | 2. Hälfte 19. Jahrhundert | Obergeschoss Fachwerk, baugeschichtlich von Bedeutung | 09271091 |
| Direkt Bild zu diesem Denkmal hochladen | Wohnhaus (Umgebinde) | Talstraße 112 (Karte)                                     | 1. Hälfte 19. Jahrhundert | Obergeschoss Fachwerk, baugeschichtlich und sozialgeschichtlich von Bedeutung | 09271089 |
| Direkt Bild zu diesem Denkmal hochladen | Umgebindeteil eines Wohnhauses | Talstraße 113 (Karte)                                     | 1. Hälfte 19. Jahrhundert | Zweigeschossig, baugeschichtlich und sozialgeschichtlich von Bedeutung | 09271088 |
| Direkt Bild zu diesem Denkmal hochladen | Wohnhaus (ehemals Umgebinde) | Treibeweg 3 (Karte)                                       | 2. Hälfte 19. Jahrhundert | Obergeschoss Fachwerk, baugeschichtlich von Bedeutung | 09271223 |
| Direkt Bild zu diesem Denkmal hochladen | Wohnhaus (Umgebinde) | Viebig 1 (Karte)                                          | 2. Hälfte 19. Jahrhundert | Obergeschoss Fachwerk, baugeschichtlich und sozialgeschichtlich von Bedeutung | 09271184 |
| Direkt Bild zu diesem Denkmal hochladen | Wohnhaus (Umgebinde) | Viebig 2 (Karte)                                          | 2. Hälfte 19. Jahrhundert | Eingeschossig, ohne modernen Anbau, baugeschichtlich und sozialgeschichtlich von Bedeutung | 09271185 |
| Direkt Bild zu diesem Denkmal hochladen | Wohnhaus (Umgebinde) | Viebig 3 (Karte)                                          | 1. Hälfte 19. Jahrhundert | Ohne modernen Anbau, Obergeschoss Fachwerk, baugeschichtlich und sozialgeschichtlich von Bedeutung | 09271186 |
| Direkt Bild zu diesem Denkmal hochladen | Wohnhaushälfte mit Umgebinde | Viebig 5 (Karte)                                          | 2. Hälfte 19. Jahrhundert | Eingeschossig, die andere Wohnhaushälfte ist stark umgebaut, baugeschichtlich und sozialgeschichtlich von Bedeutung | 09271188 |
| Weitere Bilder                          | Altes Schloss: Torhaus (Nr. 1) des einstigen Wasserschlosses mit Zufahrtsbrücke, Wohnhaus mit Nebengebäude (Nr. 2), Brauereigebäude (Nr. 3), Wirtschaftsgebäude (Nr. 4) und die Stützmauer mit Zaunsäulen entlang der Straße Weinberg (Einzeldenkmale zu ID-Nr. 09303345) | Weinberg 1, 2, 3, 4 (Karte)                               | Bezeichnet mit 1564 (Torhaus); bezeichnet mit 1817 (Wirtschaftsgebäude, Nr. 4); Anfang 19. Jahrhundert (Nr. 3); 1. Hälfte 19. Jahrhundert (Nr. 2, zu Nr. 2) | Einzeldenkmale der Sachgesamtheit Schloss und Schlosspark Hainewalde; baugeschichtlich, künstlerisch und regionalgeschichtlich von Bedeutung | 09271013 |
|                                         | Scheune | Weinberg 5 (bei), gegenüber der Allee zum Schloss (Karte) | 18. Jahrhundert | Bruchstein, Bestandteil des fast vollständig abgebrochenen Wirtschaftshofes des Neuen Schlosses, siehe Kleine Seite 31, baugeschichtlich von Bedeutung | 09271015 |
| Direkt Bild zu diesem Denkmal hochladen | Wohnhaus (Umgebinde) | Wiesenweg 5 (Karte)                                       | Um 1800 | Dreizoneneinhaus, Obergeschoss Fachwerk, baugeschichtlich von Bedeutung | 09271020 |

## Streichungen von der Denkmalliste
| Bild                                    | Bezeichnung                                             | Lage                                             | Datierung                                                          | Beschreibung                                                                              | ID       |
| --------------------------------------- | ------------------------------------------------------- | ------------------------------------------------ | ------------------------------------------------------------------ | ----------------------------------------------------------------------------------------- | -------- |
| Direkt Bild zu diesem Denkmal hochladen | Scheune und Seitengebäude eines einstigen Dreiseithofes | Bahnhofstraße 12 (gegenüber vom Bahnhof) (Karte) | Ende 18. Jahrhundert (Dreiseithof); um 1800 (Seitengebäude);       | Baugeschichtlich von Bedeutung; nach 2014 von der Denkmalliste gestrichen                 | 09271121 |
|                                         | Wohnhaus (Umgebinde) mit Ladenanbau                     | Kretschamberg 2 (Karte)                          | 2. Hälfte 19. Jahrhundert (Wohnhaus); Ende 19. Jahrhundert (Laden) | Obergeschoss Fachwerk, baugeschichtlich und sozialgeschichtlich von Bedeutung; abgerissen | 09271139 |
|                                         | Wohnhaus                                                | Talstraße 63 (Karte)                             | 1. Hälfte 19. Jahrhundert                                          | Obergeschoss Fachwerk, baugeschichtlich von Bedeutung; 2021 abgerissen                    | 09271019 |

## Tabellenlegende
- Bild: Bild des Kulturdenkmals, ggf. zusätzlich mit einem Link zu weiteren Fotos des Kulturdenkmals im Medienarchiv Wikimedia Commons. Wenn man auf das Kamerasymbol klickt, können Fotos zu Kulturdenkmalen aus dieser Liste hochgeladen werden:
- Bezeichnung: Denkmalgeschützte Objekte und ggf. Bauwerksname des Kulturdenkmals
- Lage: Straßenname und Hausnummer oder Flurstücknummer des Kulturdenkmals. Die Grundsortierung der Liste erfolgt nach dieser Adresse. Der Link (Karte) führt zu verschiedenen Kartendiensten mit der Position des Kulturdenkmals. Fehlt dieser Link, wurden die Koordinaten noch nicht eingetragen. Sind diese bekannt, können sie über ein Tool mit einer Kartenansicht einfach nachgetragen werden. In dieser Kartenansicht sind Kulturdenkmale ohne Koordinaten mit einem roten bzw. orangen Marker dargestellt und können durch Verschieben auf die richtige Position in der Karte mit Koordinaten versehen werden. Kulturdenkmale ohne Bild sind an einem blauen bzw. roten Marker erkennbar.
- Datierung: Baubeginn, Fertigstellung, Datum der Erstnennung oder grobe zeitliche Einordnung entsprechend des Eintrags in der sächsischen Denkmaldatenbank
- Beschreibung: Kurzcharakteristik des Kulturdenkmals entsprechend des Eintrags in der sächsischen Denkmaldatenbank, ggf. ergänzt durch die dort nur selten veröffentlichten Erfassungstexte oder zusätzliche Informationen
- ID: Vom Landesamt für Denkmalpflege Sachsen vergebene, das Kulturdenkmal eindeutig identifizierende Objekt-Nummer. Der Link führt zum PDF-Denkmaldokument des Landesamtes für Denkmalpflege Sachsen. Bei ehemaligen Kulturdenkmalen können die Objektnummern unbekannt sein und deshalb fehlen bzw. die Links von aus der Datenbank entfernten Objektnummern ins Leere führen. Ein ggf. vorhandenes Icon  führt zu den Angaben des Kulturdenkmals bei Wikidata.